# Hochlandostkuschitische Sprachen
Die hochlandostkuschitischen Sprachen sind eine Gruppe verwandter Sprachen, die im südlichen Hochland von Äthiopien, am Westrand des Großen Afrikanischen Grabenbruchs, gesprochen werden. Sie gehören zu den kuschitischen Sprachen, die ihrerseits ein Zweig der afroasiatischen Sprachfamilie sind.
Ob sie innerhalb des Kuschitischen zusammen mit den tieflandostkuschitischen Sprachen, den Dullay-Sprachen und dem Yaaku als ostkuschitische Sprachen zu klassifizieren sind, ist umstritten.
Nach Christopher Ehret bildeten sich die hochlandostkuschitischen Gruppen – ebenso wie die Ometo – zwischen dem 3. und Ende des 2. Jahrtausends v. Chr. aus einer Vermischung von omotischsprachigen Bauern, die Ensete anbauten, und aus dem Norden einwandernden kuschitischsprachigen Viehzüchtern und Fingerhirsebauern. So bestehe auch die heutige Wirtschaftsweise dieser Gruppen im Anbau von Ensete sowie von Fingerhirse, der mit Rinderhaltung verbunden wird.
Die hochlandostkuschitischen Sprachen werden wie folgt unterteilt:
- Alaba-K’abeena/Qabena; K’abeena wird zum Teil auch als Dialekt des Kambaata klassifiziert
- Burji
- Kambaata (inkl. Timbaro)
- Gedeo
- Hadiyya
- Libido/Mareko; aus dem Hadiyya hervorgegangen
- Sidama.

Bis auf das Burji sind diese Sprachen eng verwandt.